# تناميات الشكل
تناميات الشكل (الاسم العلمي: Dromaeomorphae) هي طبقة تتبع طائفة الطيور من صف فقاريات رباعية الأطراف.
وطبقة تناميات الشكل هي الطبقة الوحيدة التي تشكل أُباشة مسطحات الصدر (الاسم العلمي: Crypturi).

## رتب
- تناميات